# Cushendall
Cushendall (Iers: Bun Abhann Dalla) is een plaats in het Noord-Ierse district Moyle.
Cushendall telt 1242 inwoners. Van de bevolking is 3,1% protestant en 96,9% katholiek.

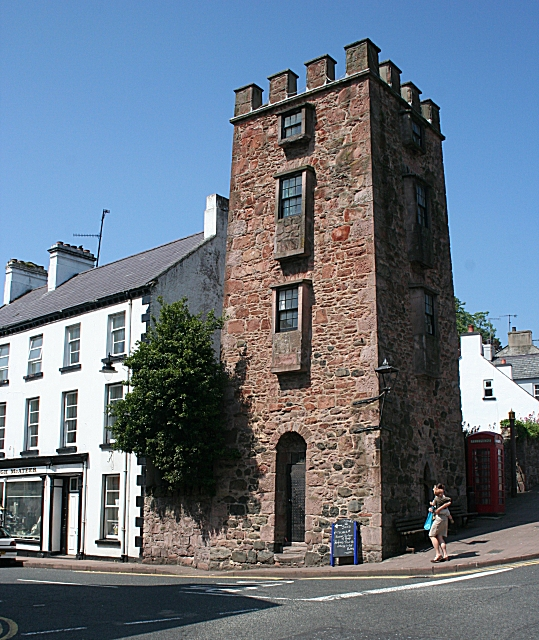
Curfew Tower